# Spirograph

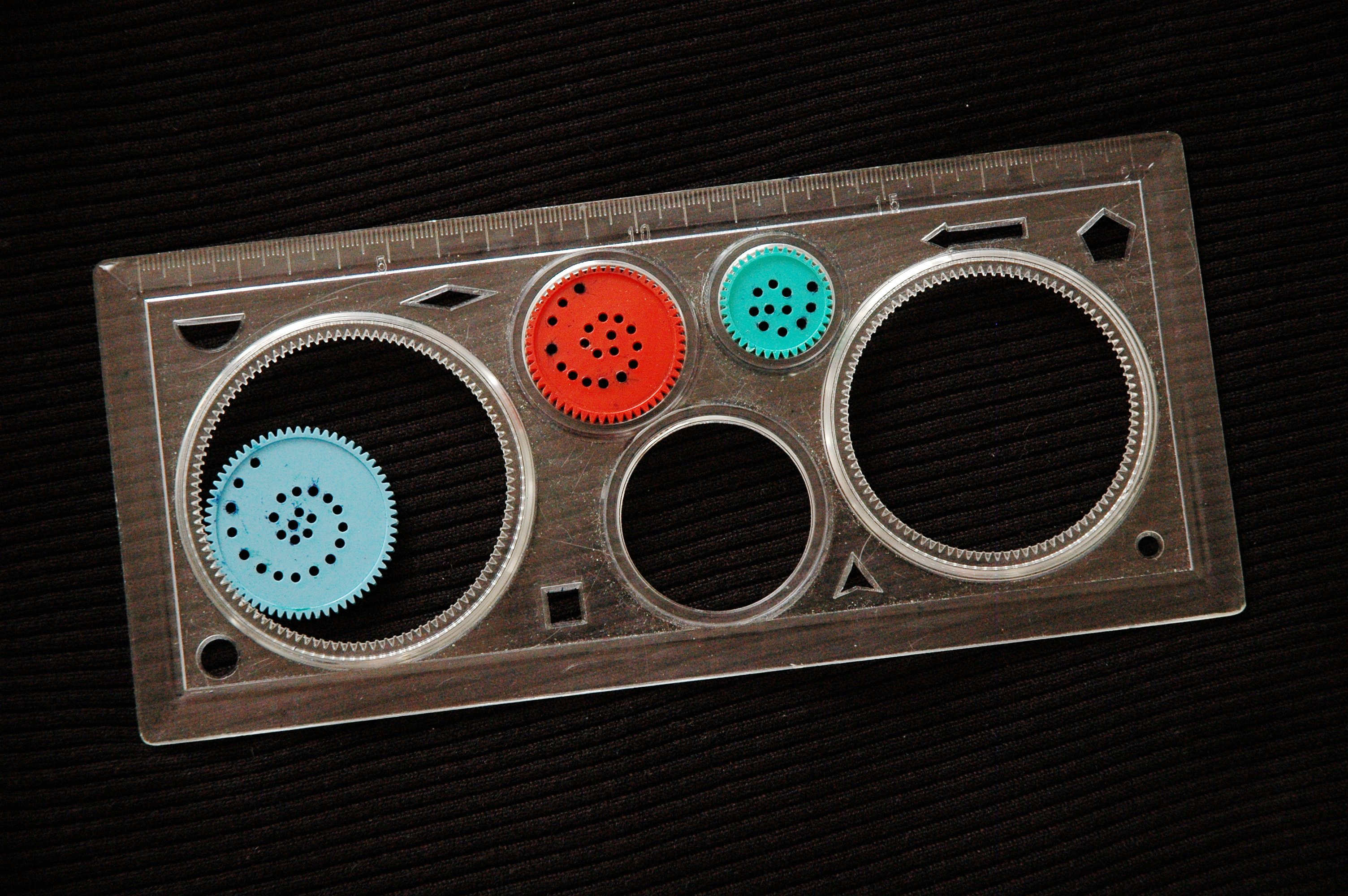
Spirograph, un modello prodotto e venduto in URSS negli anni ottanta

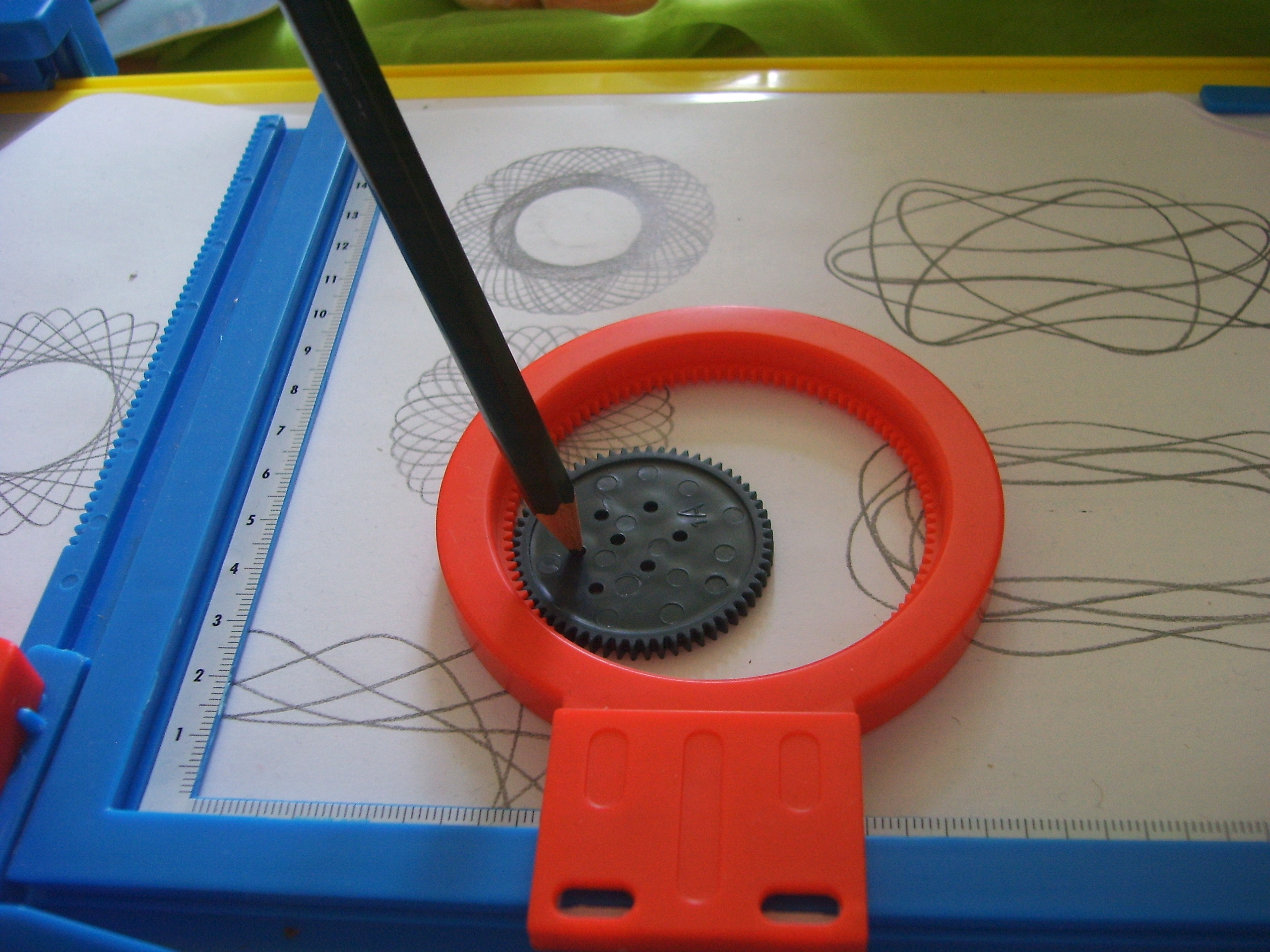
Esempio d'uso dello Spirograph

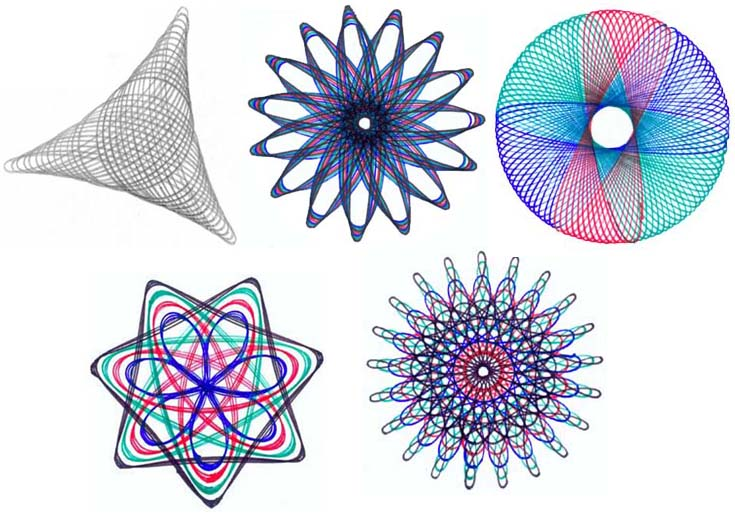
Diversi disegni prodotti con uno Spirograph

Animazione di uno Spirograph

Lo Spirograph è uno strumento grafico geometrico che produce un tipo di curve chiamate ipotrocoidi e epicicloidi. Lo Spirograph è stato inventato dall'ingegnere britannico Denys Fisher, che lo presentò nel 1965 alla Nuremberg International Toy Fair. Lo strumento fu prodotto dall'azienda di Fisher, ma l'anno seguente i diritti di distribuzione vennero acquistati dalla Kenner, un'azienda di giocattoli statunitense, che iniziò a venderlo negli USA. In Italia è stato commercializzato con il nome di spirografo o cerchio magico.

## Descrizione
Lo Spirograph è composto da un insieme di ruote, anelli, barre, curve, triangoli di plastica di diversa dimensione, tutti dotati di denti in grado di scorrere tra di loro e di fori in cui inserire una punta di matita, penna o pennarello.
L'uso prevede che venga posato sopra un foglio di carta o cartoncino: a questo punto una penna o una matita viene inserita in uno dei fori degli ingranaggi, mentre questi vengono inseriti per esempio in un anello di dimensioni maggiori o su una barra. La forza impressa alla penna serve anche per far muovere l'ingranaggio, ma solitamente è necessaria un po' di pratica prima di riuscire ad evitare che l'ingranaggio si muova al di fuori del percorso voluto e, per combinazioni di pezzi particolarmente complesse, può essere necessario l'aiuto di altre persone che tengano fermi alcuni pezzi. Le varie combinazioni possibili, tra i fori presenti negli ingranaggi circolari e le forme contro cui farli muovere, permettono di ottenere un elevato numero di curve; l'uso di più penne o matite in colori diversi permette di realizzare figure dall'aspetto estetico più attraente.

## Le versioni prodotte (parziale)
Negli anni sono state prodotte numerose versioni dello Spirograph, tra cui:
Nome del prodotto, data di distribuzione e numero di modello
- "Original" (1967) Model #401
- Spirograph Refill Pack (1967)   (istruzioni aggiuntive)
- Spiroman (1968)
- Spirotot (1968)
- Spirotot Refill Pack Model #412  (istruzioni aggiuntive)
- Super Spirograph (1969) Model #2400 (la versione con un maggior numero di pezzi)
- Super Spirograph Refill Pack (1969) (istruzioni aggiuntive)
- Motorized Spirograph (1970)
- Magnetic Spirograph (1971)
- ??? (1971) Model #1421
- Spirofoil (1971) Model #7900
- Spiro 2000 (1976)
- Spectrograph (1977)   (simile allo Spirograph, raro)
- ??? (1979) Model #1420
- Spirograph Plus (1982)
- Cyclograph (1982)  (simile allo Spirograph, raro)
- Travel Spirograph (1988)
- Spirograph Spiromatic (1989)

- Mega Spirograph (1991)
- Sparkle Spirograph (1992)
- ??? (1993)  Model #14270
- Spirograph with Spiroscope (1994)
- Color Change Spirograph (1995)  Model #67003
- Travel Shake and Sketch Spirograph (1995)  Model #16501
- Easy Spirograph (1995)
- My First Spirograph (1995)  Model #67020
- 3-D Spirograph (1996)  Model #67012
- Spirograph Key Chain (1998)
- Spirograph Studio (2000)
- Deluxe Spirograph (2002) Model #67100
- Spirograph Pen (2002)
- Spirograph Crafts Book & Kit (2003)
- Spirograph Easy Draw (2004)
- Spirograph Tech (2004)

## Uso del termine
Il termine Spirograph è oggi un trademark della Hasbro, l'attuale proprietaria della Kenner, ma è comunemente utilizzato anche per definire programmi in grado di disegnare le curve prodotte dallo strumento; il termine è stato inoltre applicato anche alla classe di curve che possono essere prodotte con lo strumento, venendo quindi impiegato in questo caso come sinonimo di ipotrocoide.
La nebulosa planetaria IC 418, conosciuta come Nebulosa Spirografo (Spirograph Nebula), prende il nome dai disegni prodotti con questo strumento.